# Zenon Piątkowski
Zenon Piątkowski (ur. 17 lutego 1902 w Nasielsku, zm. 12 kwietnia 1967 w Warszawie) – strzelec sportowy, olimpijczyk z Berlina 1936.

Z zawodu rusznikarz. Strzelectwo uprawiał w klubie Kadra Rembertów. Jeden z najlepszych strzelców sportowych okresu międzywojennego. Specjalista w strzelaniu z pistoletu szybkostrzelnego.

Na igrzyskach olimpijskich w 1936 r. w Berlinie. zajął 27. miejsce w konkurencji pistoletu szybkostrzelnego 36 strzałów do 6 sylwetek.
Zmarł 12 kwietnia 1967 w Warszawie i został pochowany na cmentarzu Bródnowskim (kwatera 42G-3-1).

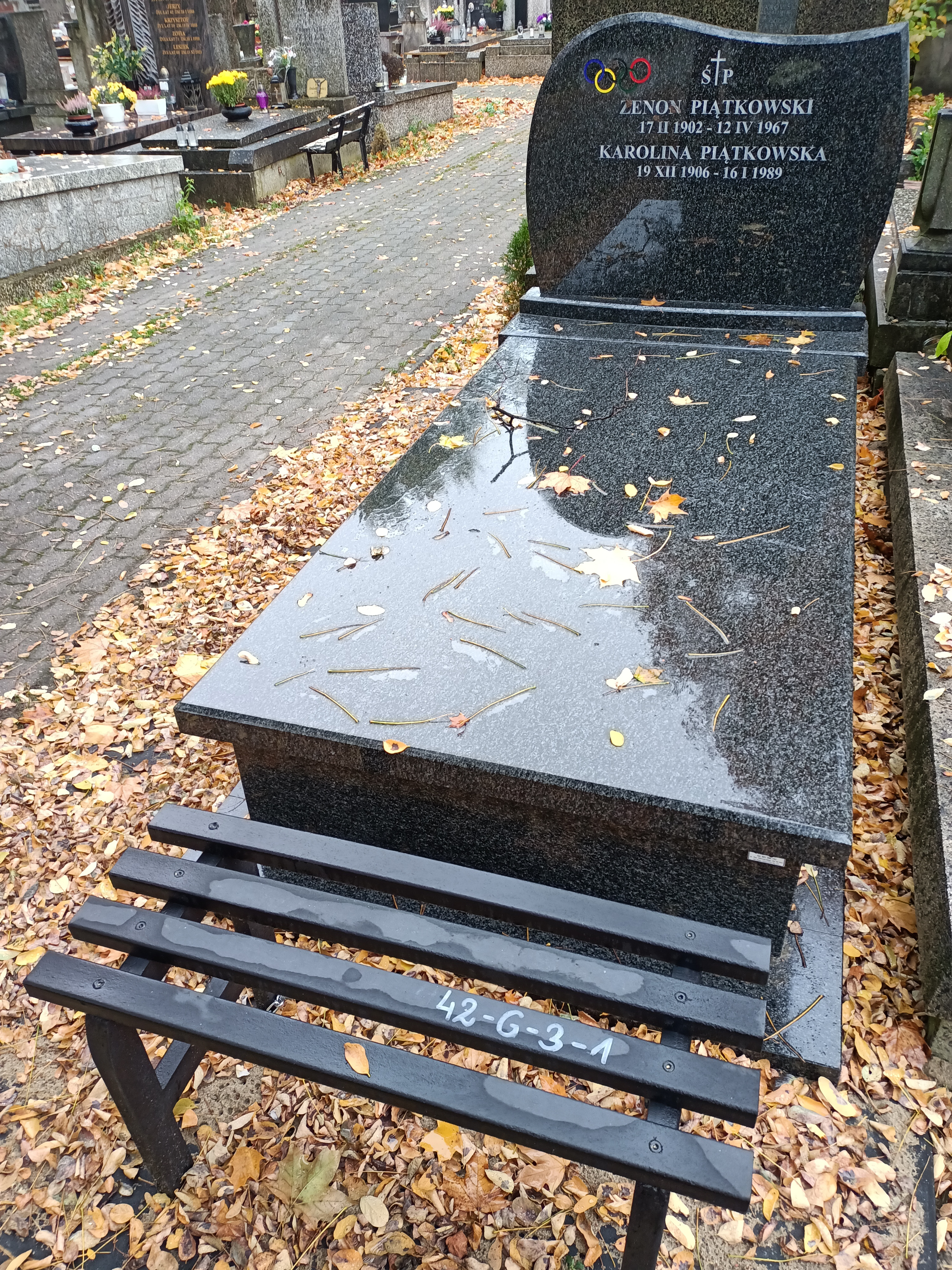
Grób Zenona Piątkowskiego na cmentarzu Bródnowskim